# Thomas Schubert (Schauspieler)

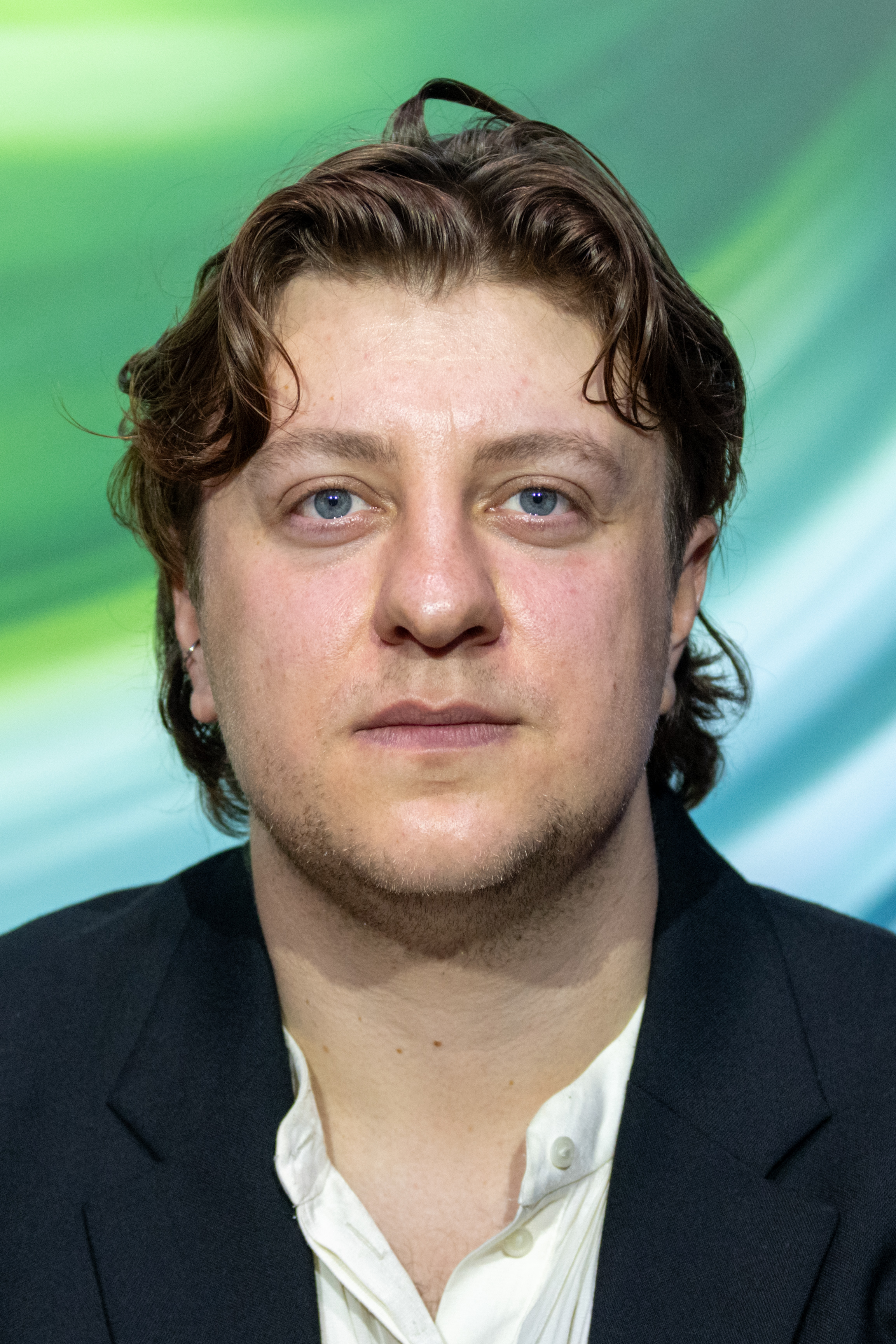
Thomas Schubert bei der Verleihung des Österreichischen Filmpreises 2025

Thomas Schubert (* 15. August 1993 in Wien) ist ein österreichischer Schauspieler. Bekanntheit erlangte der damalige Laiendarsteller durch seine Hauptrolle in dem österreichischen Spielfilm Atmen (2011).

## Leben
Der Sohn eines Zahntechnikers und einer Lehrerin wurde in Wien geboren, wo er mit zwei Geschwistern aufwuchs. Ein Jahr verbrachte Schubert mit seiner Familie in Australien. Er besuchte eine Allgemeinbildende Höhere Schule (AHS) im Wiener Bezirk Donaustadt, brach aber im letzten Schuljahr vor der Matura ab, um als Schauspieler zu arbeiten.
Zur Schauspielerei kam Schubert durch Zufall, als er als 17-jähriger Schüler einen Freund zum offenen Casting von Karl Markovics’ Spielfilm Atmen (2011) begleitete, für das u. a. an verschiedenen Schulen geworben worden war. Der bekannte österreichische Schauspieler erzählt in seinem Regiedebüt von einem jungen Häftling, der als Freigänger einen Job in einem Wiener Bestattungsunternehmen annimmt. Markovics hatte auf die Verpflichtung eines Laienschauspielers für die Hauptrolle bestanden, der die Besetzung aller weiteren Darsteller bedingte. „Ich suchte einen nicht-professionellen Schauspieler, weil ich keinen 22-jährigen Abgänger einer Schauspielschule wollte, der einen 18-Jährigen spielt, ich wollte wirklich einen 18-Jährigen, der in manchen Momenten noch ein Kind ist.“, so Markovics.

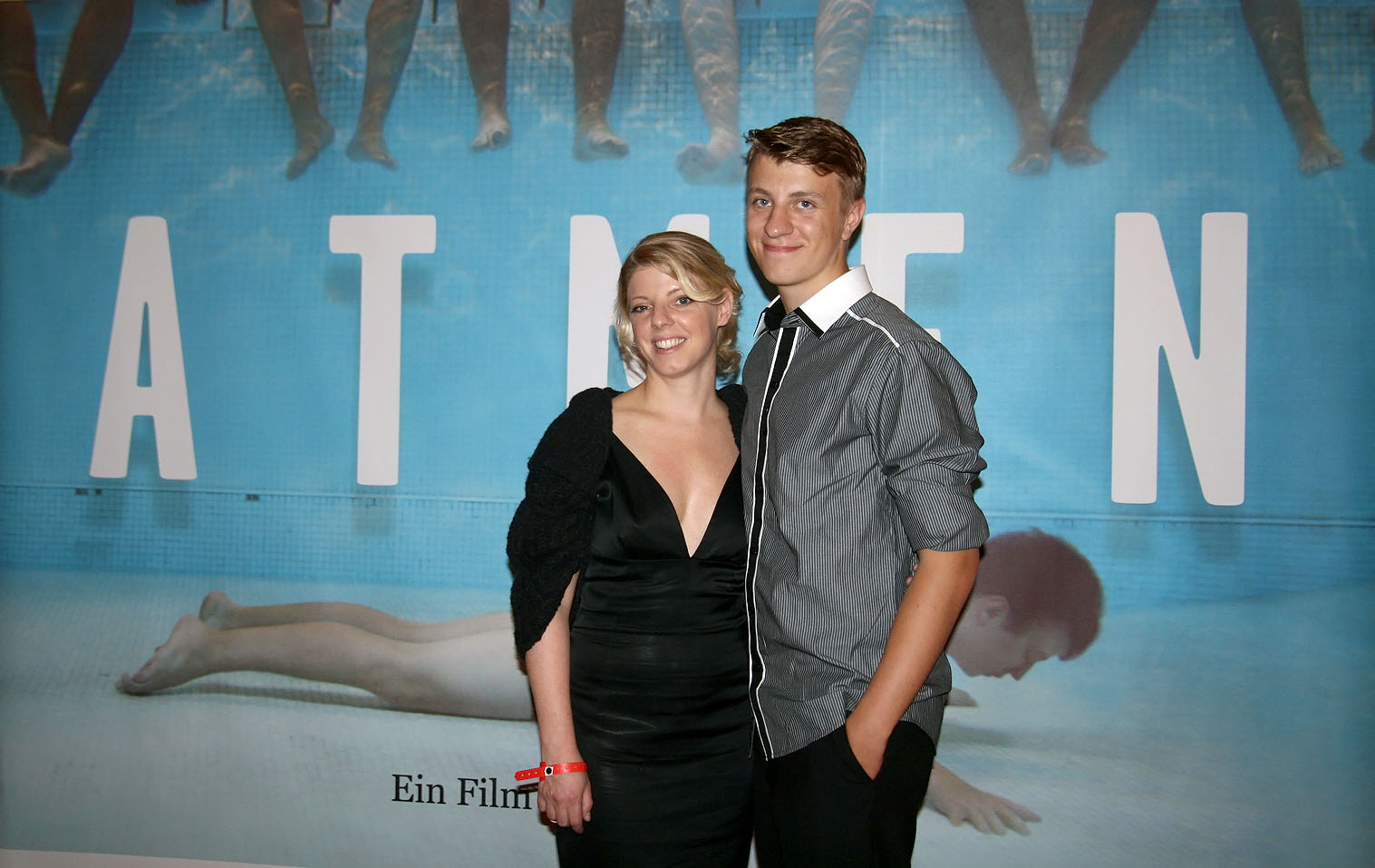
Schubert mit seiner Atmen-Schauspielkollegin Karin Lischka

Thomas Schubert wurde während drei Casting-Terminen aus ca. 300 Kandidaten ausgewählt. Regisseur Karl Markovics legte Wert darauf, dass sein Hauptdarsteller authentisch blieb, so dass er Schubert nur Basiskenntnisse in Atmung und Mimik zukommen ließ. Die größte Herausforderung beim Spielen sei es gewesen, die Konzentration bei langen Proben zu halten, so Schubert.
Atmen feierte seine Premiere bei den 64. Internationalen Filmfestspiele von Cannes 2011 in der Nebenreihe Quinzaine des réalisateurs, wo der Film mit dem Label Europa Award ausgezeichnet wurde. Das „wortkarge, dokumentarisch anmutende Sozialdrama“ wurde von der Kritik gefeiert, auf mehr als 60 Filmfestivals gezeigt und preisgekrönt sowie als Österreichs Kandidat auf den Auslandsoscar bei der Oscarverleihung 2012 ausgewählt. Ebenso Lob wurde dem Laiendarsteller Thomas Schubert zuteil, der für sein Schauspieldebüt den Darstellerpreis des Sarajevo Film Festival und den Österreichischen Filmpreis erhielt. Die österreichische Tageszeitung Kurier bescheinigte ihm Talent für sein feinfühliges und zurückgenommenes Spiel als introvertierter Jugendsträfling Roman Kogler. Das innere Drama spiele sich laut der Kritik des deutschen film-diensts auf dem Gesicht des „großartigen Laiendarstellers“ ab. Auch die Süddeutsche Zeitung wies auf Schuberts ausdrucksvolles Gesicht hin, dessen Augen beim Blick ganz groß werden könnten. „Immer in Rückzugsstellung, er muss lernen, den Blick nicht abzuwenden, die Blicke der anderen auszuhalten und zu kontern“, so die Süddeutsche Zeitung über seine Filmfigur.
Den Erfolg von Atmen bezeichnete Thomas Schubert als „große Lebenswende“. Nach seinem Spielfilmdebüt wirkte er im Oktober 2011 an der österreichischen Fernsehserie Schnell ermittelt mit. Weitere Rollen hatte er in der ORF-Miniserie Pregau, dem Fernsehfilm Das Sacher und der Kriminalserie SOKO Donau.
Mit der Netflix-Serie King of Stonks, welche im 2. Quartal 2022 auf Netflix erschienen ist, entdeckte ihn eine große Zuschauerschaft. Als Hauptfigur Felix Armand spielte Schubert eine tragende Rolle in der Serie. Für seine Darstellung des Leon in Roter Himmel von Christian Petzold wurde er für den Europäischen Filmpreis 2023 als bester Darsteller nominiert. Im Mai 2024 wurde Schubert Mitglied der European Film Academy.

## Filmografie
- 2011: Atmen
- 2012: Schnell ermittelt – Tommi Hotarek (Fernsehserie)
- 2014: Das finstere Tal
- 2015: Am Ende des Sommers
- 2015: Chucks
- 2016: Egon Schiele: Tod und Mädchen
- 2016: Pregau – Kein Weg zurück (Fernsehserie)
- 2016: Nebel im August
- 2016: Das Sacher
- 2017: Wilde Maus
- 2017: SOKO Donau – Unter Verdacht
- 2018: Wintermärchen
- 2018: SOKO Kitzbühel – M 23
- 2019: Dein Leben gehört mir
- 2019: Stadtkomödie – Der Fall der Gerti B.
- 2020: Die Toten vom Bodensee – Fluch aus der Tiefe
- 2020: Tatort: Gefangen
- 2021: Windstill
- 2021: Risiken und Nebenwirkungen
- 2021: Polizeiruf 110: Bis Mitternacht
- 2022: Axiom
- 2022: Euer Ehren (Fernsehserie)
- 2022: King of Stonks (Fernsehserie)
- 2023: Im Schatten der Angst – Du sollst nicht lügen (Fernsehfilm)
- 2023: Roter Himmel
- 2023: Polizeiruf 110: Ronny
- 2023: Ein ganzes Leben
- 2024: Andrea lässt sich scheiden

## Auszeichnungen

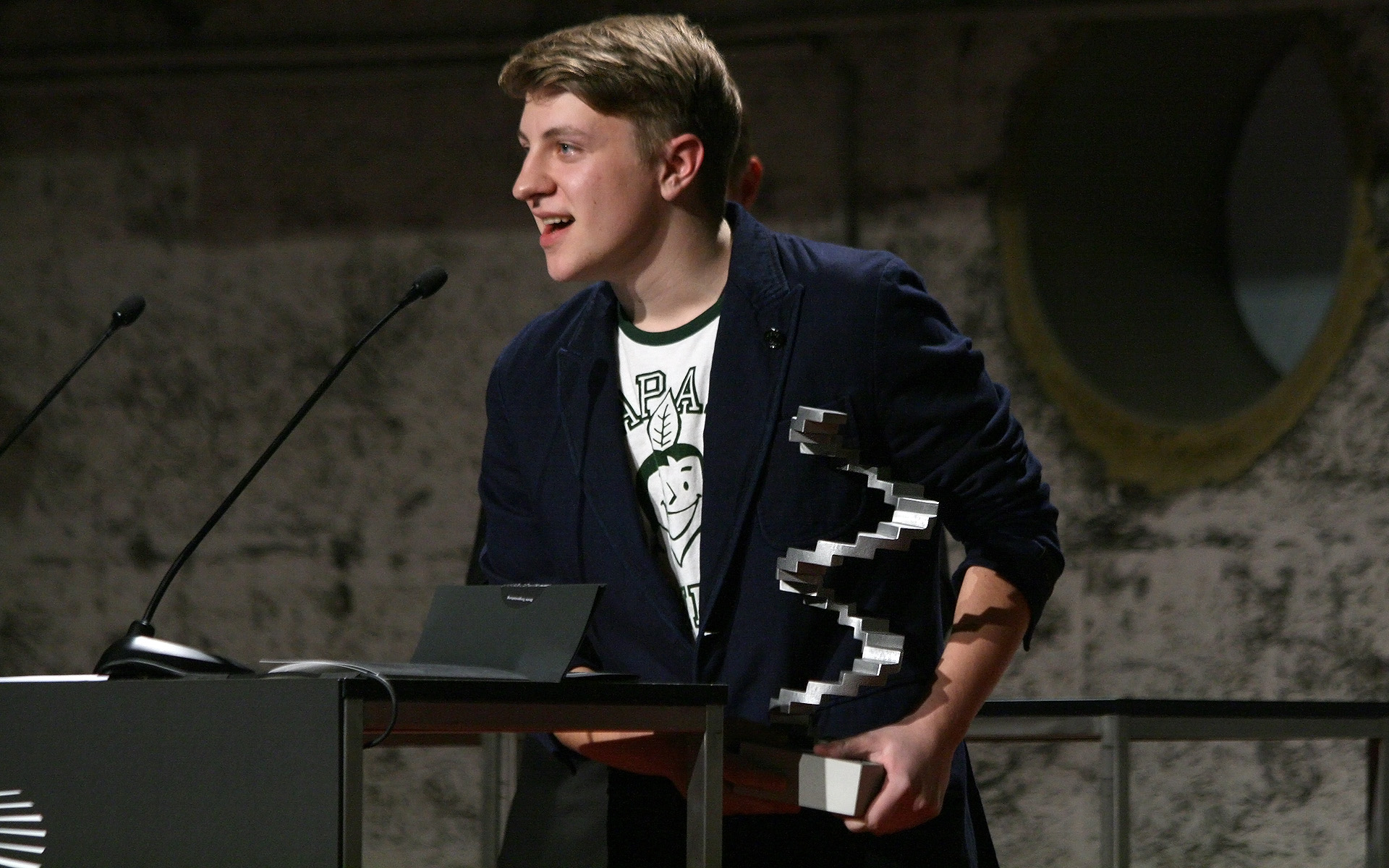
Schubert mit dem Darstellerpreis des Österreichischen Filmpreises 2012

- 2011: Darstellerpreis des Sarajevo Film Festival für Atmen
- 2012: Österreichischer Filmpreis 2012 in der Kategorie Bester männlicher Darsteller für Atmen
- 2025: Österreichischer Filmpreis 2025 in der Kategorie Beste männliche Nebenrolle für Andrea lässt sich scheiden[10]